# Thierry De Mey
Pour l’article homonyme, voir Thierry Demey.
Thierry De Mey, né à Bruxelles le 28 février 1956, est un musicien et cinéaste belge.

## Biographie
Après des études de cinéma à l'Institut des arts de diffusion (IAD), Thierry De Mey aborde la composition musicale et sa rencontre avec Fernand Schirren le conduit à la danse contemporaine, pour laquelle il écrira de nombreuses musiques de scène. Il travaille principalement pour et avec Anne Teresa De Keersmaeker, Wim Vandekeybus et Michèle Anne De Mey, sa sœur cadette.
Fondateur de l'ensemble de musique contemporaine Maximalist !, il participe à d'autres ensembles importants comme Musiques Nouvelles et Ensemble Ictus, pour lesquels il compose plusieurs œuvres. En 1993, il intègre une classe de l'IRCAM où il développe plusieurs programmes informatiques musicaux. Il est compositeur en résidence au conservatoire à rayonnement régional de Strasbourg et au Festival Musica en 2001 et 2002.
En juillet 2005, il devient l'un des quatre nouveaux directeurs de Charleroi/Danses, plus particulièrement chargé de coordonner les activités multidisciplinaires du centre chorégraphique.
Depuis septembre 2017, Thierry De Mey est professeur référent pour les étudiants en composition du Cursus de l'IRCAM.
Dans un tout autre domaine, Thierry De Mey fut, en 1982, un des fondateurs de la Fédération belge de go.

## Principales compositions
- 1983 : Rosas danst Rosas, musique de ballet (pour la Compagnie Rosas d'Anne Teresa De Keersmaeker)
- 1987 : Musique de tables, pour trois percussions (pour la compagnie Ultima Vez de Wim Vandekeybus)
- 1990 : Undo, monodie pour clavecin
- 1991 : Chaîne, pour 2 pianos
- 1991 : Ice, duo pour violon et violoncelle (pour la compagnie Ultima Vez)
- 1991 : Mouvement n° 3 pour quatuor à cordes
- 1991 : Quatuor à cordes n° 1
- 1993 : Kinok (pour la Compagnie Rosas)
- 1993 : Passacaglia et variations pour violon
- 1994 : Amor constante más allá de la muerte (pour la Compagnie Rosas)
- 1995 : Concerto pour violon et ensemble
- 1995 : Unknowness, pour percussions et sons échantillonnés
- 1996 : Tippeke (pour la Compagnie Rosas)
- 2002 : Palindrome, hoquetus à 8
- 2002 : Water, pour 6 percussionnistes, violoncelle, électronique et sons échantillonnés
- 2004 : Élastique, musique électronique
- 2004 : Landscape 1, musique électronique

## Principaux films
- 1984 : Floréal (documentaire)
- 1993 : Love Sonnets, avec Michèle Anne De Mey
- 1996 : Rosas danst Rosas, avec Anne Teresa De Keersmaeker et la Compagnie Rosas
- 1996 : Tippeke, avec Anne Teresa De Keersmaeker
- 1998 : 21 études à danser, avec Michèle Anne De Mey
- 1998 : Musique de tables, avec la compagnie de Wim Vandekeybus
- 1999 : Barbes Bleues
- 2000 : Dom Svobode, avec Iztok Kovac
- 2001 : Ma mère l'Oye, avec Anne Teresa De Keersmaeker, Michèle Anne De Mey, Sidi Larbi Cherkaoui, etc.
- 2002 : Fase, avec Anne Teresa De Keersmaeker et Michèle Anne De Mey
- 2004 : Counter Phrases, ensemble de dix chorégraphies filmées, avec Anne Teresa De Keersmaeker et la Compagnie Rosas
- 2006 : One Flat Think, Reproduced, chorégraphie de William Forsythe[4]
- 2009 : Prélude à la mer, avec Anne Teresa De Keersmaeker (duo inspiré du ballet Prélude à l'après-midi d'un faune de Vaslav Nijinski)[5]